# Pseudocatharylla inclaralis
Pseudocatharylla inclaralis là một loài bướm đêm trong họ Crambidae.